# Cornelia Connelly
Cornelia Connelly (de soltera Peacock; 15 de enero de 1809 - 18 de abril de 1879) fue la fundadora nacida en Estados Unidos de la Sociedad del Santo Niño Jesús, un instituto religioso católico. En 1846, fundó la primera de muchas escuelas del Santo Niño, en Inglaterra.

## Primeros años
Cornelia Peacock nació en Filadelfia y fue criada como presbiteriana por su padre, Ralph William Peacock Sr. y su madre, Mary Swope. Con la muerte de su padre en 1818 y la muerte de su madre en 1823, Peacock quedó huérfana a la edad de 14 años. Se fue a vivir con su media hermana Isabella y su esposo, Austin Montgomery. En 1831 fue bautizada en la Iglesia episcopal en los Estados Unidos y, a pesar de las protestas de su familia, se casó con el reverendo Pierce Connelly, un sacerdote episcopal. Cornelia había sido bien educada por tutores en casa. Pierce era cinco años mayor que ella y se graduó de la Universidad de Pensilvania. Los dos se mudaron a Natchez, Misisipi, donde Pierce había aceptado la rectoría de la iglesia episcopal de la Santísima Trinidad. Según todos los informes, eran una pareja inmensamente feliz y bien recibidos por sus feligreses. Pierce se benefició de las inversiones en tierras y en 1835 fue nombrado presidente de la Convención Episcopal del Suroeste, lo que auguraba un buen obispado para el futuro. Cuando la pareja tuvo un hijo, Mercer, y una hija, Adeline.

## Vida familiar
Antes de casarse con el padre de Cornelia, la madre de Cornelia se casó con John Bowen Sr., propietario de una plantación de Jamaica. Juntos tuvieron cuatro hijos. Sin embargo, solo dos, una hija llamada Isabella y un hijo llamado John Jr., llegaron a la edad adulta. Cuando John Sr. murió en 1794, los niños asumieron el control de la plantación y Swope recibió una anualidad de $1,655.
En 1835, una ola de resentimiento anticatólico golpeó a los Estados Unidos debido a la inmigración católica masiva de Europa. En consecuencia, los Connelly profundizaron en un estudio de las creencias y prácticas católicas. Pronto, Pierce se sintió tan inseguro de sus propias creencias que renunció a su parroquia y fue a San Luis para consultar con el obispo Joseph Rosati acerca de la conversión. Al hacerlo, Pierce sacrificó una carrera prometedora, así como la seguridad financiera de su familia. Sin embargo, su esposa lo apoyó plenamente: "Estoy dispuesto a someterme a lo que él crea que es el camino del deber". Pierce ahora llevó a su familia a Roma antes de comprometerse. Cornelia, sin embargo, ya fue recibida en la Iglesia católica mientras esperaba en Nueva Orleans su pasaje a Italia. En Roma, Pierce solicitó la admisión a la iglesia de manera tan convincente que, después de reunirse con Pierce en una audiencia personal, el papa Gregorio XVI se conmovió hasta las lágrimas. Dos meses después, fue recibido en la Iglesia. La ordenación era un asunto diferente, como en la Iglesia latina se exige el celibato a los sacerdotes ordenados, los funcionarios del Vaticano sugirieron que considerara las Iglesias católicas orientales en cambio, que ordenan a hombres casados, particularmente porque Cornelia estaba embarazada nuevamente. Pierce ignoró el consejo, porque no había parroquias de rito oriental en los Estados Unidos para que él sirviera, y solo los célibes pueden convertirse en obispos de rito oriental. Por lo demás, la familia estaba feliz en Roma, donde se alojaron en el palacio del católico inglés John Talbot, decimosexto conde de Shrewsbury. Los Connelly se mudaron a Viena, donde nació su tercer hijo, John Henry. Pero en julio, una crisis bancaria en los Estados Unidos obligó a Pierce a regresar a Natchez para encontrar empleo. Se le ofreció un puesto en un colegio jesuita en Grand Coteau, Luisiana, enseñaba inglés, mientras que Cornelia, de 29 años, enseñaba música en una academia para niñas. Por primera vez la pareja era pobre, pero por lo visto bastante contenta.
Pero pronto llegó la tragedia a los Connelly. En el verano de 1839, su cuarto hijo, María Magdalena, murió seis semanas después del nacimiento. A principios de 1840, todavía en duelo por la muerte del bebé, Cornelia hizo su primer retiro de tres días. En febrero, su hijo de dos años, John Henry, estaba jugando con su perro terranova, cuando este lo empujó accidentalmente a una tina de azúcar hirviendo. No había médico disponible, por lo que murió de quemaduras graves en los brazos de Cornelia después de 43 horas. Ocho meses después, mientras hacía un retiro él mismo, Pierce le informó que ahora estaba seguro de su vocación como sacerdote en la Iglesia católica. Cornelia era consciente de que esto significaría su separación de por vida y la ruptura de la familia. Ella lo instó a considerar su deseo profundamente y dos veces. La pareja acordó un período de celibato. En cualquier caso, Cornelia ya estaba embarazada de su quinto hijo, Frank, nacido en la primavera de 1841. En 1842, Pierce rompió la familia. En contra del consejo del amigo de la familia, el obispo Antoine Blanc de Nueva Orleans, vendió su casa y se fue a Inglaterra, donde colocó a Mercer, de 9 años, en un internado y solicitó sin éxito ingresar a los jesuitas. Cornelia se quedó con los dos niños más pequeños en una pequeña cabaña en los terrenos del convento en Grand Coteau, llevando una vida de trabajo y oración similar a la de una monja. En 1843, Pierce llegó a Roma, donde el papa Gregorio le ordenó que trajera a su familia para que los funcionarios pudieran discutir el asunto con Cornelia. Pierce regresó a los EE. UU. y se llevó a su familia con él a Roma, donde se instalaron en un gran apartamento cerca del Palazzo Borghese. Después de recibir el consentimiento personal de Cornelia para la ordenación de su esposo, el Papa arregló una dispensa y en tres meses la pareja se separó formalmente. Cornelia se mudó con el bebé y su niñera a una casa de retiro en el convento en lo alto de la Plaza de España, viviendo como laica mientras su hijo menor la necesitaba. Adeline fue a la escuela del convento, donde su madre enseñaba inglés y música. Pierce recibió la tonsura y emprendió estudios teológicos con la esperanza de convertirse en jesuita. Sin embargo, el Vaticano había dispuesto que pudiera visitar a su esposa e hijos una vez a la semana, y los jesuitas desaprobaron un contacto tan frecuente. En mayo de 1844, el papa Gregorio mostró su aprecio por esta "gran pesca" para la iglesia al enviar un enorme pez, recién sacado del Tíber.

## Sociedad del Santo Niño Jesús
Cornelia tuvo una última conversación con Pierce antes de que tomara órdenes importantes, rogándole que considerara la ruptura de la familia y que volviera a la vida familiar normal. Pero él insistió en tomar las Órdenes Sagradas. De acuerdo con los requisitos del derecho canónico, Cornelia pronunció un voto de castidad perpetua, liberando a su esposo para la ordenación. En junio, Pierce fue ordenado y presidió su primera Eucaristía, dando a su hija su primera comunión, mientras Cornelia cantaba en el coro. Tenía 36 años y ahora tenía que trabajar en su propio futuro. El cardenal vicario de Roma le aseguró que su primer deber era cuidar de Adeline, de 10 años, y de Frank, de 5, y que no tenía la obligación de convertirse en monja. Sin embargo, fue invitada a Inglaterra para educar a las niñas católicas y a los pobres. Con la ayuda de Pierce, que se dirigía a Inglaterra como capellán de Lord Shrewsbury, redactó un conjunto de reglas para una nueva congregación religiosa, a la que quería llamar Sociedad del Santo Niño Jesús. Para no escandalizar a los protestantes ingleses, el obispo Nicholas Wiseman puso fin al permiso de visita que la pareja había tenido en Roma. La correspondencia sería su único contacto en el futuro. Para angustia de Cornelia, Wiseman también insistió en que enviara a Adeline y Frank a un internado.
Cornelia fue enviada a un gran convento en la iglesia de Santa María en Derby. Pronto estuvo a cargo de una escuela diurna para 200 alumnos, una escuela nocturna para mujeres de fábrica y un programa de escuela dominical concurrido, además de capacitar a novicias para su "Sociedad del Santo Niño Jesús". El instituto, cuya constitución se basa en la de los jesuitas, sigue dedicado a la enseñanza de mujeres jóvenes y opera escuelas principalmente en los Estados Unidos.
Después de un año de separación total, Pierce llegó sin previo aviso al convento para ver a su esposa. Cornelia se molestó y le dijo que no repitiera su visita. Él le escribió una carta de reproche y ella respondió con amargura, reconociendo su continua atracción física por ella y sus dificultades para superarla. En diciembre de 1847 tomó sus votos perpetuos como monja y fue instalada formalmente como superiora general de la sociedad. Pierce no asistió a la ceremonia porque estaba celoso de la jurisdicción del obispo Wiseman sobre su esposa. En enero de 1848 sacó a los niños de sus escuelas sin informar a su madre. Puso a Frank, de 6 años, en un hogar secreto mientras se llevaba a Mercer y Adeline con él a Europa, con la esperanza de que Cornelia lo siguiera. En cambio, prometió permanecer fiel a sus obligaciones como Superiora de la nueva comunidad. Pierce fue a Roma, haciéndose pasar por el fundador de la Sociedad del Santo Niño Jesús, presentando a la Congregación para la Propagación de la Fe su versión de la sociedad, con la esperanza de que esto le ayudaría a hacerse con el control de su esposa. Sus esfuerzos se vieron frustrados cuando Cornelia se enteró de ellos, pero permaneció registrado como cofundador de la sociedad, lo que causaría una confusión considerable en el futuro. A su regreso, Pierce visitó a Cornelia y le llevó un regalo del Papa Pío IX; pero ella se negó a verlo a menos que él accediera a devolverle a Adeline a su cuidado. Estaba furioso cuando el obispo Wiseman, incapaz de cubrir los gastos relacionados con las escuelas, hizo que Cornelia trasladara a sus monjas a su distrito en St. Leonard's-on-Sea en Sussex. Pierce estaba convencido de que se trataba de una estratagema del obispo para obtener un mayor control sobre ella.
Incluso presentó una demanda contra ella que ganó notoriedad en Inglaterra. "Connelly v. Connelly" fue un gran escándalo que, según Pierce, Cornelia solo podía evitar volviendo a vivir con él. Lord Shrewsbury le pidió que se fuera de Inglaterra para evitar avergonzar a toda la Iglesia Católica en Inglaterra. Ella se negó, creyendo que esto traicionaría tanto sus votos como su instituto. El obispo Wiseman apoyó su decisión y proporcionó abogados para su defensa. Sin embargo, el tribunal era protestante y la declaración firmada por Pierce omitió por completo su conversión a la Iglesia católica y la separación y ordenación como sacerdote católico. Solicitó que Cornelia sea "obligada por la ley a regresar y devolverle los derechos conyugales". Los abogados de Cornelia dieron los hechos omitidos, pero después de un año, el juez se pronunció en contra de aceptar su alegato ya que la ley romana no es vinculante en Inglaterra. Cornelia tenía dos opciones: devolución forzosa a Pierce o prisión. Sus abogados apelaron de inmediato el caso ante el Consejo Privado le ahorró esto. La opinión popular favoreció a Pierce, y el Día de Guy Fawkes, los manifestantes llevaron efigies de Wiseman y Cornelia a través de Chelsea. Ella y el obispo fueron denunciados desde los púlpitos protestantes. Finalmente, el Consejo Privado suspendió la sentencia a favor de Pierce, condenándolo a pagar las costas de ambas partes hasta la fecha como condición previa para una segunda audiencia. Cornelia tuvo que pagar estos costos, que no podía pagar; ella era en efecto la ganadora y no podía ser obligada a regresar con él. Pero no podía recuperar la custodia de sus hijos ya que, según la ley británica, la esposa y los hijos de un hombre eran su propiedad. Mercer fue enviado a un tío en los EE. UU. y Frank fue colocado en una escuela. El propio Pierce se ganaba la vida escribiendo tratados contra los jesuitas, el Papa, la moral católica y el cardenal Wiseman, todo lo cual sirvió para mantener a Cornelia a la vista del público hasta el punto de que tuvo que tomar precauciones contra el secuestro por parte de su esposo. Cuando finalmente se desestimó el caso en 1857, Pierce se llevó a Adeline y Frank al extranjero. Mantuvo a Adeline con él, vistiéndola con ropa de niña, mientras que Frank se instaló en Roma, convirtiéndose en un aclamado pintor. Devoto de su madre, odiaba a la Iglesia Católica por haber destruido el hogar de su infancia y la vida de sus padres. Cornelia nunca volvió a ver a Mercer; murió de fiebre amarilla en Nueva Orleans, a los 20 años.
La alienación de sus hijos fue el sufrimiento más significativo que soportó. La propia Cornelia Connelly afirmó que la Sociedad del Santo Niño fue "fundada sobre un corazón roto".

## Muerte y legado
Cornelia Connelly murió el 18 de abril de 1879 en St Leonards-on-Sea, Sussex, donde había establecido la Escuela Mayfield; a petición suya, fue enterrada allí. Hoy, las Hermanas del Santo Niño Jesús están activas en catorce países, esforzándose por vivir la vida apostólica como lo hizo Cornelia, buscando satisfacer las necesidades de la época a través de obras de misericordia espiritual. Se dedican a la educación y los ministerios espirituales y pastorales relacionados.
A pesar de la tensa economía de su escuela de Sussex, Cornelia Connelly insistió en mantener escuelas diurnas para quienes podían pagar la matrícula, así como escuelas gratuitas para quienes no podían. Presentó la traducción de escritores griegos y latinos a sus alumnas más brillantes, cursos que de otro modo estaban reservados para los alumnos varones. En medio de la revolución darwiniana, hizo que sus alumnos aprendieran geología . Los animó a incursionar en el arte, la música y el teatro, incluso a bailar vals y polca, además de jugar al whist. Su actitud hacia la disciplina era inusual en el sentido de que una escuela para ella estaba destinada a ser un hogar, con las monjas como madres que debían amar, confiar y respetar a sus alumnos. Al no gustarle las reglas habituales del convento de vigilancia constante, alentó la confianza mutua y el respeto por los diferentes talentos.
En 1992, la Iglesia Católica proclamó a Cornelia como Venerable.

## Otras lecturas
- Wadham, Juliana (1956). The Case of Cornelia Connelly. Londres: Collins.
- McCarthy, Caritas (1986). The spirituality of Cornelia Connelly: in God, for God, with God. Lewiston, New York: Edwin Mellen.
- McDougall, Roseanne (2008). Cornelia Connelly's Innovations in Female Education, 1846–1864: Revolutionizing the School Curriculum for Girls. Lewiston, New York: Edwin Mellen.
- McElwee, Catie (2009). A Generous Love: The Life of Cornelia Connelly (en inglés). Rosemont, PA: SHCJ Communications Office.